# تفضيلات اجتماعية
التفضيلات الاجتماعية هي نوع من التفضيلات التي تتم دراستها في الاقتصادي السلوكي والتجريبي وعلم النفس الاجتماعي، بما في ذلك الإيثار والعدل والمعاملة بالمثل، والنفور من عدم المساواة.
يشتمل المصطلح «التفضيل الاجتماعي» على نظريات الضجيج (خصوصًا نموذج النفور من عدم المساواة لفير شميدت) وعدم الضجيج (خصوصًا تلك القائمة على نقاط الضعف).
وقد جاءت أغلبية الأدلة الحديثة المستخدمة لاختبار الأفكار والنماذج المجتمعية من تجارب الاقتصاد.
ومع ذلك، فإن التفضيلات الاجتماعية لها أهميتها كذلك خارج إطار المعمل.
كان ميدان علم الاقتصاد يقوم على اعتبار البشر كعناصر اقتصادية فاعلة عقلانية، وبعد اتضاح أنه أمر غير صحيح نهائيًا، وقع الميدان بكامله بأزمة لم يتعافَ منها إلى اليوم. بدأ البحث حول التفضيلات الاجتماعية في علم الاقتصاد مع تجارب مخبرية في عام 1980، إذ وجد علماء الاقتصاد التجريبيون أن سلوك الخاضعين للتجربة قد تحول بشكل منهجي عن سلوك المصلحة الذاتية في ألعاب اقتصادية مثل لعبة الإنذار ولعبة الدكتاتور. ألهمت هذه الاكتشافات التجريبية فيما بعد ابتكار نماذج اقتصادية متنوعة لتحديد إيثار الوكيل وعدله ومقدار حرصه على المعاملة بالمثل، بين عام 1990 و2010. مؤخرًا، تزايدت أعداد التجارب الميدانية التي تبحث في تشكيل التفضيلات الاجتماعية وتطبيقاتها في مكان العمل وفي أوساط اقتصادية أخرى.

## تكوين التفضيلات الاجتماعية
اقترح علماء البيولوجيا والاقتصاد وعلم النفس الاجتماعي نظريات وأدلة موثقة حول تكوين التفضيلات الاجتماعية على المدى الطويل والقصير.

### التطور الحيوي

#### اصطفاء القرابة
اصطفاء القرابة هو إستراتيجية تطورية يجري فيها تفضيل خصائص سلوكية معينة لصالح تكاثر الأقارب. بالتالي، يمكن للسلوك الذي يبدو إيثاريًا أن يتواءم مع نظرية الجينات الأنانية. يمكن لاصطفاء القرابة أن يشرح السلوك الإيثاري تجاه الأقارب حتى لو كان على حساب بقاء الفرد ذاته، طالما يمكن لتضحيته أن تساعد في الحفاظ على مقدار أكبر من نفس الجينات عند أقربائه. على سبيل المثال، تموت العاملات من النحل بسبب مهاجمتهن لمفترسيهن في سبيل المساعدة على الحفاظ على جينات باقي النحل.

#### الاصطفاء المتبادل
يشير الاصطفاء المتبادل إلى أنه يمكن لفعل الشخص الإيثاري أن يتطور من خلال توقع سلوك إيثار متبادل مستقبلي من الآخرين. أحد تطبيقات الاصطفاء المتبادل في نظرية الألعاب هو إستراتيجية واحدة بواحدة في معضلة السجينَين، وهي الاستراتيجية القائمة على تعاون اللاعب في أول مواجهة، واتباعه بعدها لسلوك الخصم حسبما تصرف هذا الخصم في المواجهة السابقة. أظهر روبرت أكسلرود ودبليو.دي.هاملتون أنه يمكن لاستراتيجية واحدة بواحدة أن تكون إستراتيجية تطورية راسخة في تعدادٍ سكانيّ تكون فيه احتمالية المواجهات المتكررة بين شخصين، فوق حد أدنى معين.

### التعلم الاجتماعي
اقترح عالم النفس ألبرت باندورا أن الأطفال يتعلمون عن سلوك المساعدة الاجتماعي والسلوك الأخلاقي من خلال محاكاة نماذج أخرى من سلوك المساعدة الاجتماعي، عن طريق الأهل وبالغين آخرين وأقران. هناك أيضًا نماذج اقتصادية تقترح أن الأهالي ينقلون تفضيلاتهم الاجتماعية إلى أطفالهم عن طريق إظهار سلوك المساعدة الاجتماعي الخاص بهم.
على أي حال، يُعد الدعم التجريبي لدور الأهل في تعزيز سلوك المساعدة الاجتماعي أمرًا متفاوتًا. على سبيل المثال، وجد بعض الباحثين ارتباطًا إيجابيًا بين استخدام الأهل لأسلوب التوجيه وسلوك الأطفال المساعد للمجتمع، بينما لم يجد آخرون ارتباطًا بين تبني الأهل لأساليب تأديبية وسلوك الأطفال الإيجابي تجاه المجتمع.
بالنظر إلى مصادر أخرى في التعليم الاجتماعي، قدمت تجارب ميدانية حديثة أدلة سببية حول التأثيرات الايجابية لبرنامج المدرسة وبرنامج الإرشاد وقدرتها على تشكيل تفضيلات اجتماعية، وأشارت هذه الأبحاث إلى أن التفاعل الاجتماعي ونماذج الاقتداء الاجتماعي الايجابية بالإضافة إلى الانتقال الثقافي من العائلة والمدرسة هي آليات محتملة.

### العوامل الإدراكية
كان عالم النفس جان بياجيه من بين أول من اقترح فكرة أن التنمية الإدراكية هي شرط مسبق في الحكم والسلوك الأخلاقي. جادل في أهمية التواصل الاجتماعي مع الآخرين أكثر من أهمية التعلم عن طريق التنمية الأخلاقية، التي تتطلب فهم القواعد وفهم سلوك الآخرين. من بين المهارات الإدراكية الأخرى والمهمة في تعزيز سلوك المساعدة الاجتماعي هي تبني وجهات النظر والاستدلال الأخلاقي، المدعومَين من قِبل أكثر الأدلة عمليةً.

## أدلة على التفضيلات الاجتماعية

### الأدلة التجريبية
جاءت العديد من الأدلة الأولية حول التفضيلات الاجتماعية من تجارب مخبرية يقوم فيها المشاركون بممارسة ألعاب اقتصادية مع الآخرين. على أي حال، وجد العديد من الباحثين أن سلوك المشاركين انحرف بقوة وبشكل منهجي عن تنبؤات فرضية المصلحة الذاتية، لكن يمكن شرحه من قِبل التفضيلات الاجتماعية مثل الإيثار والمعاملة بالمثل والنفور من عدم المساواة.
لعبة الإنذار هي واحدة من أول التجارب التي تُظهر إخفاق فرضية المصلحة الذاتية في التنبؤ بسلوك الأشخاص. في هذه اللعبة، يعرض المُقترح اقتسام مبلغ محدد، ويقرر المُستجيب قبول العرض أو رفضه، إذا قبل المُستجيب العرض، تكون المكافأة النهائية حسبما هو العرض تمامًا (إضافة من المترجم: يأخذ المُقترح ما اقتسمه ويأخذ المستجيب ما أعطاه المُقترح). لكن، إذا رفض المُستجيب العرض، فإن كلاهما لن يحصل على المكافأة. على عكس تنبؤ فرضية المصلحة الذاتية الذي يقول بأن المُقترِح سيعرض مقدارًا ضئيلًا جدًا من المال وأن المُستجيب سيقبل العرض، وجد المختبرون أن المقترحين عمومًا سيعرضون 25% - 50% من المبلغ المحدد، ويميل المستجيبون إلى رفض العرض حين تكون القسمة أقل من 20%.
لعبة مشابهة لذلك وهي لعبة الدكتاتور، يقترح فيها المشارك قسمة مبلغ محدد ولا يُسمح للمشارك الآخر إلا بقبول العرض. تساعد لعبة الدكتاتور على الاستفراد بالإيثار الحقيقي وعزله عن الحرص الاستراتيجي للمُقترح في لعبة الإنذار (وهو عرض المُقترح لحصة أكبر على المُستجيب ليتجنب رفضه). في هذه اللعبة، يتناقص متوسط الحصة إلى 20% من المبلغ المحدد، لكن يبقى أكثر من 60% من المشتركين يقترحون عرضًا إيجابيًا.
هناك أيضًا ما يُعرف بلعبة الثقة (تدعى أيضًا لعبة الاستثمار) ولعبة تبادل الهدايا، اللتين تقدمان دليلًا على السلوك التبادلي. في لعبة الثقة، يُمنح للمُقترح مبلغًا محددًا سي، ويقرر كمية المال بي التي يرغب بإعطائها إلى المُستجيب. تُضرب هذه الكمية بعامل كيه عندما تصل إلى المُستجيب، وبعدها يقرر المُستجيب مقدار الكمية (كيه*بي) التي ستُردّ إلى المُقترِح. في حين لا يتوقع نموذج المصلحة الذاتية أن تجري عملية النقل والاسترداد، فقد وجد المختبرون أن المُقترح يحول عمومًا نحو 50% من المنحة ويزداد المبلغ الذي يُعيده المُستجيب مع عملية التحويل. في لعبة تبادل الهدايا، يقدم المُقترح عرضًا معينًا على المُستجيب ويطلب منه مستوى معينًا من الجهد، وبعدها يُحدد المُستجيب مقدار جهده/ها الذي يعتبره/ها مُكلفًا ولكنه يمكن أن يزيد من مكافأة المُقترح. أيضًا على عكس توقع فرضية المصلحة الذاتية، غالبًا ما يكون عرض المُقترح  في التجارب أكبر من الصفر، ويزداد مستوى جهد المُستجيب مع العرض المُقدم.
تقدم أيضًا معضلة السجينَين واللعبة المعممة عنها، لعبة السلع العامة، دليلًا غير مباشر على التفضيل الاجتماعي، وهناك عدة أدلة على التعاون الشرطي بين المشاركين.